# Gerald Glatzmayer
Gerald Glatzmayer (Bécs, 1968. december 14. – Schwechat, 2001. január 11.) válogatott osztrák labdarúgó, középpályás.

## Pályafutása

### Klubcsapatban
1985 és 1987 között az Austria Wien labdarúgója volt és egy-egy bajnoki címet és osztrák kupagyőzelmet ért el a csapattal. 1987 és 1990 között a First Vienna FC, 1990 és 1994 között az Admira/Wacker játékosa volt. Az 1993–94-es idényben kölcsönben szerepelt a Favoritner AC együttesében. 1994–95-ben a VSE St. Pölten, 1995 és 1998 között az SV Schwechat, 1998–99-ben a Parndorf 1919 labdarúgója volt.

### A válogatottban
1988 és 1990 között hat alkalommal szerepelt az osztrák válogatottban és egy gólt szerzett. Tagja volt az 1990-es olaszországi világbajnokságon részt vevő csapatnak.

## Halála
2001. január 11-én Schwechat közelében autóbaleset áldozata lett.

## Sikerei, díjai
Austria Wien
- Osztrák bajnokság
  - bajnok: 1985–86
- Osztrák kupa
  - győztes: 1986